# Лапорта, Жоан
Жоа́н Лапо́рта (исп. Joan Laporta Estruch, каталанское произношение: [ʒuˈan ləˈpɔɾtə əsˈtɾuk]; род. 29 июня 1962, Барселона) — испанский юрист и президент футбольного клуба «Барселона» в 2003—2010 годах и с 7 марта 2021 года.

## Биография
Жоан Лапорта имеет учёную степень в области права университета Барселоны и является членом Коллегии адвокатов Барселоны. Кроме того, Лапорта является партнёром-основателем и владельцем юридической фирмы «Laporta & Arbós» и профессором в области права факультета технических архитекторов в Барселонском университете. Также он выступал в качестве личного советника японского консула в Барселоне. Женат на Констанции Эчеваррия (дочери бизнесмена Джона Эчеваррия, бывшего президента Nissan Ibérica) и имеет троих сыновей.

## Карьера в «Барселоне»
В 1998 году Жоан Лапорта становится во главе движения «Elefant blau» («Голубой слон»), который усиливает движение против президента «Барселоны» Луиса Хосепа Нуньеса. После проигранных выборов на пост президента «Барселоны» 2000 году, Лапорта начал создавать рабочую группу, с которой баллотировался на выборах против президента Хоана Гаспарта. При этом Лапорта решил сформировать свою собственную кандидатуру, которая объединит молодых предпринимателей. После отставки президента Гаспара в феврале 2003 года, временный президент Энрик Рейна, 15 июня 2003 года проводит выборы, где были получены следующие результаты: Лапорта — 52,6 % голосов, Луис Бассат — 31,8 %, Хорди Махо — 4,8 %. Таким образом, Лапорта стал в свои 39 лет четвёртым молодым президентом в истории футбольного клуба «Барселона».
Программа команды Лапорты предполагала провести процессы демократизации и каталонизации клуба, при этом действовать в жёсткой экономии и прозрачности в плане общения. Кроме того, был объявлен тщательный финансовый аудит, обнародовано реальное экономическое положение клуба, стали приниматься жалобы на совершённые экономические преступления предыдущего руководства клуба. Что касается спорта, то было обещано о покупке крупных звёзд футбола (в частности, Дэвида Бекхема). В отличие от других кандидатов (чей возраст был около 60 лет), Лапорта явил собой мастера публичных выступлений, которые велись на блестящем английском или каталанском и с привлечением средств массовой информации за что в прессе его прозвали «мальчиком из поколения powerpoint».

### Сезон 2003/2004
В качестве президента, Лапорта, сразу же занимается поиском новой кандидатуры тренера. Но рассматривавшийся предварительно в роли кандидатуры Гус Хиддинк отклонил предложение «Барселоны», так как ему предложили контракт меньше, чем он имел в ПСВ. В итоге выбор пал на голландского тренера Франка Райкаарда, несмотря на то, что у него был минимальный опыт работы в качестве клубного тренера. Что касается игроков, то здесь Лапорта понизил покупку футболистов до 12 и инвестировал в этот процесс € 44,4 млн.: Роналдиньо (€ 27 млн.), Куарежма (€ 6 млн.), Рафаэль Маркес (€ 5 млн.), Луис Гарсия (€ 4 млн.) и т. д.
В первом сезоне под руководством Лапорты, «Барселона» выиграла Кубок Каталонии и финишировала второй в чемпионате Испании. Также на протяжении сезона на 25 000 увеличилось число членов клуба (socios), и достигло тем самым 130 000 в конце 2004 года. С социальной точки зрения, одним из первых шагов было искоренение насилия, особенно в секторе фанатской группы «Boixos Nois», что побудило серию оскорблений и угроз со стороны этих болельщиков. Также Лапорта получил порцию критики за увеличение, в среднем на 40 %, цен на входные билеты.

### Сезон 2004/2005
Перед началом второго сезона, группа управления, возглавляемая Лапортой и Росселем, завершает чистку состава из 14 человек: (Сонни Андерссон, Филлип Коку, Эдгар Давидс, Патрик Клюйверт, Луис Энрике, Луис Гарсия, Оскар Лопес, Марк Овермарс, Рикарду Куарежма, Михаэл Райцигер, Рюштю Речбер, Серхио Сантамария, Хавьер Савиола, Серхио Гарсиа) и инвестирует € 67,5 млн в приобретение 9 игроков (Самюэль Это’о, Деку, Эдмилсон, Людовик Жюли, Жулиано Беллетти, Сильвиньо, Хенрик Ларссон, Макси Лопес и Деметрио Альбертини). Футбольный сезон был очень удачным, клуб выиграл Кубок Каталонии, чемпионат и Суперкубок Испании, за что клуб получил высокую оценку большинства средств массовой информации. Однако в еврокубках «Барселона» потерпела неудачу, покинув Лигу чемпионов на стадии 1/8 финала, проиграв английскому «Челси».
Социальный престиж Лапорты ухудшился 9 июля с инцидентом в аэропорту Барселона — Эль-Прат: металлоискатели всё время показывали наличие металлических изделий, поэтому Лапорта попросту разделся до трусов, что привело в шок персонал аэропорта .

### Сезон 2005/2006
В сезоне 2005/2006 «Барселона» завоевывает второй титул чемпиона Испании, а также одерживает победу в Лиге чемпионов, которая стала второй в истории клуба. Летом 2006 года Жоан Лапорта был переизбран на второй президентский срок, так как был единственным, кто собрал 1,804 подписи, необходимых для участия в выборах.

### Сезон 2006/2007
Сезон 2006/2007 начался с эйфории, проявившейся в уникальной возможности выигрыша 7 титулов за сезон: Лига чемпионов, чемпионат страны, Кубок Испании, Суперкубок Испании, Суперкубок Европы, клубный чемпионат мира и Кубок Каталонии. Начало сезона действительно оказалось успешным: завоевание Суперкубка Испании в противостоянии с «Эспаньолом», но затем последовало оглушительное поражение в Суперкубке Европы от «Севильи» и проигрыш финального матча за трофей клубного чемпионата мира «Интернасьоналю» из Порту-Алегри. Окончательно ситуация ухудшилась после поражения в Кубке Испании от «Хетафе» (победа в первом матче 5-2 и поражение в ответном 4-0) и незавоевании титула чемпиона страны («Барселона» заняла 2 место, набрав одинаковое количество очков с мадридским «Реалом»)

### Сезон 2007/2008
В сезоне 2007/2008 клуб укрепили Тьерри Анри, Эрик Абидаль, Яя Туре и Габриэль Милито. Ключевым эпизодом данного сезона явилось домашнее поражение от «Реала» (0-1), после чего многие болельщики потребовали его отставки. Ситуация усугубилась тем, что «Барселона» так и не завоевала ни одного титула в этом сезоне. Реакция со стороны президента не заставила себя долго ждать. По окончании сезона Франк Райкард покинул клуб, а место тренера занял Пеп Гвардиола.

### Выборы президента Барселоны (2021)
В 2020 году заявил участвовать в выборах президента Барселоны. [sportnaviny.com/zhoan-laporta-novyj-prezident-barselony/ 7 марта 2021 года победил на выборах с 58 % и вступил в должность президента Барселоны].